# فاموتیدین
فاموتیدین (به انگلیسی: FAMOTIDINE) یک قرص کاهش دهنده اسید معده است. فاموتیدین که با نام تجاری Pepcid در میان سایرین فروخته می شود، یک داروی آنتاگونیست گیرنده H2 هیستامین(آنتی‌هیستامین) است که تولید اسید معده را کاهش می دهد. این دارو برای درمان زخم معده، بیماری ریفلاکس معده به مری(ترش کردن) و سندرم زولینگر-الیسون استفاده می شود. از طریق دهان یا تزریق به رگ مصرف می شود. در عرض یک ساعت شروع به اثر می کند. فرمولاسیون سوسپانسیون این دارو برای درمان ریفلاکس و زخم معده در کودکان کاربرد بسیاری دارد.

## موارد مصرف
کاربرد اصلی آن در درمان زخم معده و گاستریت است. این دارو در درمان کوتاه مدت زخم‌های فعال دوازدهه یا زخم‌های فعال و خوش‌خیم معده و در مقادیر کم برای پیشگیری از عود زخم دوازدهه مصرف می‌شود.

## نحوه مصرف برای درمان بیماری‌های مختلف

### زخم معده و دوازدهه
بزرگسالان: برای درمان حاد، از راه خوراکی مقدار ۴۰ میلی‌گرم به هنگام خواب به مدت ۸–۴ هفته مصرف می‌شود. به‌عنوان درمان نگهدارنده مقدار ۲۰ میلی‌گرم به هنگام خواب از راه خوراکی مصرف می‌شود.
کودکان ۱۶–۱ سال: mg/kg/day 5/0 موقع خواب یا به صورت دو بار در روز. دوز حداکثر روزانه mg/day 40 می‌باشد.

### حالات پاتولوژیک ترشح بیش از حد (مانند سندرم زولینگر- الیسون، سندرم روده کوتاه)
بزرگسالان: از راه خوراکی، مقدار ۲۰ میلی‌گرم هر شش ساعت مصرف می‌شود. تا مقدار ۱۶۰ میلی‌گرم هر شش ساعت می‌توان تجویز کرد.

### درمان کوتاه مدت برگشت اسید از معده به مری (رفلاکس)
بزرگسالان: mg 40-20 دو بار در روز تا ۱۲ هفته مصرف شود.
کودکان ۱۶–۱ سال: mg/kg/day 1 یک یا دو بار در روز.

### پیشگیری یا درمان سوزش سر معده
بزرگسالان و کودکان بالای ۱۲ سال: ۱ قرص به هنگام بروز علائم یا mg 10 یک ساعت قبل از غذا. دارو می‌تواند دو بار در روز استفاده شود.
تنظیم دوز: برای بیماران با کلیرانس کراتینین زیر ml/min 10 دوز دارو باید به mg 20 هنگام شب کاهش یابد یا فواصل مصرف دارو ۴۸–۳۶ ساعت شود تا دارو تجمع پیدا نکند.

## مکانیسم اثر
بعد از مصرف خوراکی، حدود ۴۵–۴۰ درصد دارو جذب می‌شود. زمان شروع اثر دارو طی یک ساعت و اوج اثر آن در عرض ۳–۱ ساعت بروز می‌کند.
این دارو به‌طور گسترده در بسیاری از بافتهای بدن انتشار می‌یابد. حدود ۳۵–۳۰ درصد داروی مصرف شده توسط کبد متابولیزه می‌شود.
قسمت اعظم دارو به صورت تغییرنیافته از طریق ادرار دفع می‌شود. طول مدت اثر فاموتیدین بیشتر از نیمه عمر ۵/۳–۵/۲ ساعته آن است.

## عوارض جانبی
سرگیجه، سردرد، اسهال، یبوست و نفخ، خارش یا کهیر، بثورات پوستی و خونریزی یا کبود شدگی غیرمعمول، نفخ شکم.

## موارد منع مصرف
- به تاریخ انقضای داروی فاموتیدین توجه کنید و اگر دارویی که در دستتان است تاریخ انقضای آن تمام شده‌است، از مصرف آن خودداری کنید.
- هرگز داروی فاموتیدین را به فرد دیگری حتی با علائم مشابه خودتان تجویز نکنید.

قبل از مصرف دارو پزشک خود را در صورت وجود موارد زیر مطلع کنید:
- بارداری
- شیردهی
- بیماری کبدی یا کلیوی
- مشکلات شکمی مانند تومور
- سابقه سندرم طولانی شدن QT
- سرطان معده
- آسم، COPD یا سایر مشکلات تنفسی
- سابقه حساسیت فاموتیدین یا داروهای مشابه مانند رانیتیدین و سایمتیدین، یا حساسیت به سایر داروها و مواد

## تداخل دارویی فاموتیدین
تداخلات دارویی فاموتیدین معمولاً جدی نیست و می‌توان با تغییر زمان مصرف داروها از عوارض جانبی ناخواسته جلوگیری کرد. (با پزشک مشورت کنید)
آسپرین / استامینوفن / دیکلوفناک / ایبوپروفن
دیازپام / اگزازپام / سیتالوپرام /
/ ترامادول / مورفین
آمی تریپتیلین / ایمی پرامین
کاپتوپریل / آتنولول / کتوکونازول